# Rebaia
Rebaia (em árabe: الربعية) é uma comuna localizada na província de Médéa, Argélia. De acordo com o censo de 2008, a população total da cidade era de 5 346 habitantes.